# Nor-
Nella nomenclatura IUPAC dei composti organici nor- è usato come prefisso nel nome di una molecola per indicare che la molecola ha la stessa struttura di un'altra specie omonima, ma dallo scheletro molecolare è stato rimosso un atomo di carbonio assieme ai suoi idrogeni. Il prefisso nor- indica anche la rimozione di un gruppo –CH2–  o –CH= da un anello, con conseguente contrazione dell'anello stesso. In pratica viene rimosso un gruppo CH3, CH2, CH, o un atomo C, come illustrato negli esempi seguenti.
|              |  |                 |
| adrenalina   |  | noradrenalina   |
|              |  |                 |
| testosterone |  | nortestosterone |

## Storia

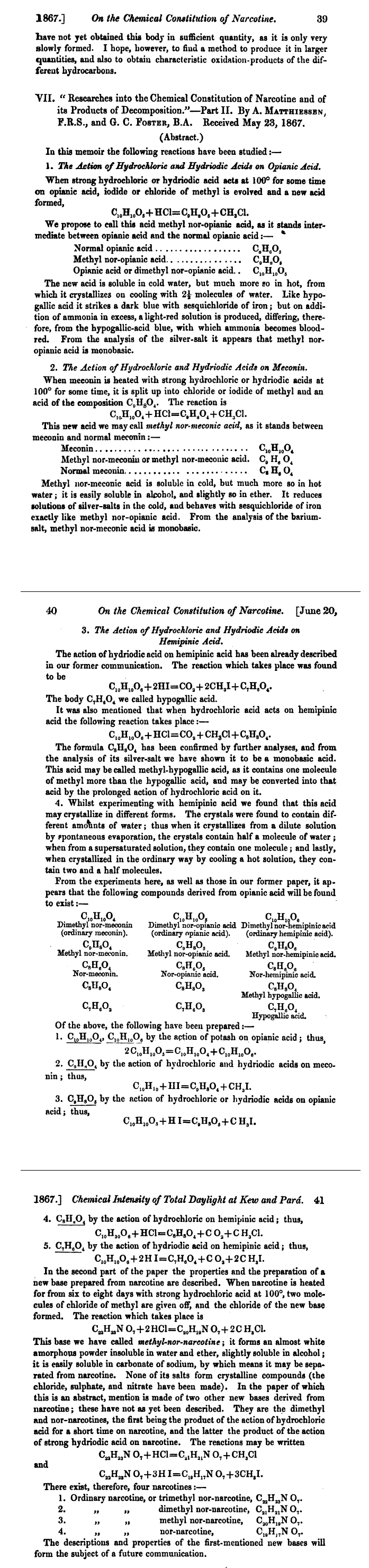
La pubblicazione del 1867 dove viene usato il prefisso nor-

Il prefisso nor- nasce come abbreviazione di normale. Il suo primo utilizzo noto sembra quello fatto nel 1867 da Augustus Matthiessen e Carey Foster in una pubblicazione sulla reazione tra un acido forte e l'acido opianico (vedi figura).

Le reazioni di demetilazione dell'acido opianico

L'acido opianico C10H10O5 contiene due gruppi metilici, e nel loro articolo gli autori lo chiamano dimethyl nor-opianic acid. Nella reazione si forma un composto C9H8O5 contenente un solo metile, denominato methyl nor-opianic acid. Il composto completamente demetilato, C8H6O5, viene chiamato normal opianic acid, abbreviato come nor-opianic acid.
«Da quel momento il significato del prefisso è stato generalizzato per indicare la sostituzione di uno o più gruppi metilici con H, o la scomparsa di CH2 da una catena di carbonio.»
Tuttavia, attualmente l'uso è limitato alla rimozione di un singolo gruppo dal composto correlato.

## Uso obsoleto
In origine, nor- aveva un significato ambiguo, poiché il termine normale poteva anche riferirsi alla forma non ramificata in una serie di isomeri, come succedeva con alcani, alcanoli e alcuni amminoacidi.
Nomi di composti non ramificati, come "butano normale" e "alcol propilico normale", termini ora obsoleti, diventarono di regola "n-butano" e "alcol n-propilico", usando il prefisso n-, e non nor-. Tuttavia in alcuni composti non ramificati fu usato invece il prefisso nor. La IUPAC suggerisce di non usare questi vecchi nomi tradizionali, come norleucina e norvalina. La figura seguente illustra le strutture di questi isomeri.
|           |  |              |
| L-leucina |  | L-norleucina |
|           |  |              |
| L-valina  |  | L-norvalina  |